# Молдо Кылыч
Молдо́ Кылы́ч Шамыкан (Шамыркан) уулу (кирг. Кылыч — «сабля», 1866 — 1917) — киргизский поэт импровизатор, акын-письменник. Один из зачинателей современной киргизской литературы, ознаменовавший переход от фольклорного творчества к авторским произведениям.
Так первым опубликованным произведением киргизских поэтов стала его поэма «Кысса-и-Зилзала» (Землетрясение), вышедшая в свет в Уфе в 1911 году. Получив мусульманское образование Молдо писал по киргизски арабскими буквами. В поэме «Чуй баяны» (Повествование о Чу) акын с оптимизмом описывает изменения происходящие в Киргизии, связанные с вхождением в состав России, но основой его мировоззрения неизменно остаётся ислам. В советское время стихи Молдо Кылыча впервые были изданы в 1925 году, наиболее полная публикация была сделана в 1940 году, но в дальнейшем, после войны, официальное отношение к его творчеству изменилось и исследование стихов Молдо Кылыча попало под запрет.